# Cryptocoryne affinis
Cryptocoryne affinis är en kallaväxtart som beskrevs av Nicholas Edward Brown. Cryptocoryne affinis ingår i släktet Cryptocoryne och familjen kallaväxter. Inga underarter finns listade.